# ظهور امپراتوری کارتاژ

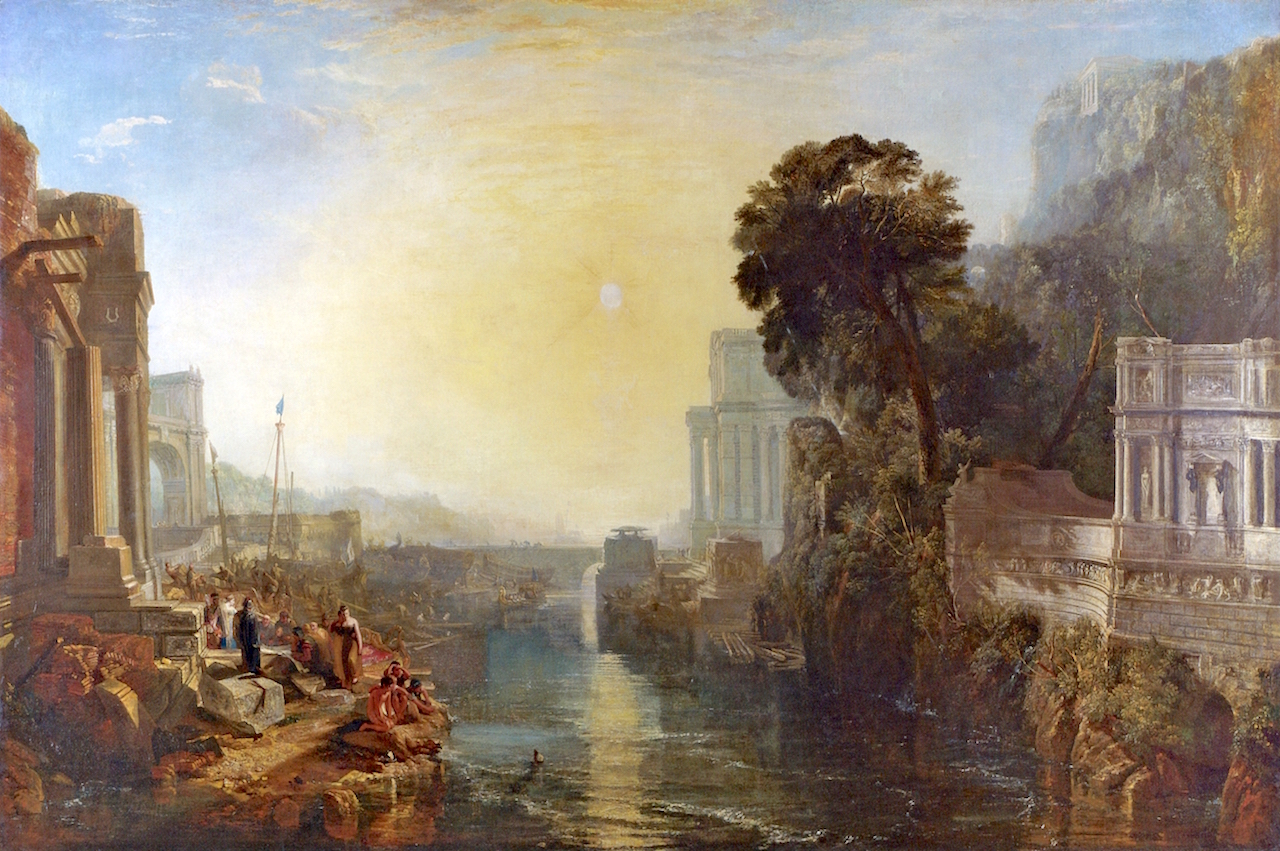
جی ام دبلیو ترنر، دیدو ساخت کارتاژ، یا ظهور امپراتوری کارتاژین، ۱۸۱۵

ظهور امپراتوری کارتاژ یا دیدو ساخت کارتاژ (انگلیسی: Dido building Carthage) نقاشی رنگ روغن روی بوم اثر ویلیام ترنر است. این نقاشی یکی از مهم‌ترین آثار ترنر است که تا حد زیادی تحت تأثیر مناظر کلاسیک درخشان کلود لورین قرار گرفته‌است. ترنر آن را به عنوان شاهکار خود توصیف کرد.